# Elecciones a la Asamblea Constituyente de Baden-Wurtemberg de 1952
Las Elecciones a la Asamblea Constituyente de Baden-Wurtemberg de 1952 fueron celebradas el 9 de marzo de 1952. El recién creado "Estado Sudoeste" en ese momento no tenía nombre oficial todavía, e incluía a los Land de Württemberg-Baden, Baden del Sur y Wurtemberg-Hohenzollern. Poco después de la elección, mediante la fusión oficial de los tres estados, se creó el estado de Baden-Württemberg.
Tras las elecciones, Reinhold Maier (FDP/DVP) formó un gobierno en coalición con todos los partidos excepto la CDU y el KPD. El 7 de octubre de 1953, el nuevo primer ministro Gebhard Müller (CDU) formó una coalición con todos los partidos  (excepto el Partido Comunista).
Los resultados fueron:
| Partido Político | Partido Político                                | Porcentaje | Escaños |
| ---------------- | ----------------------------------------------- | ---------- | ------- |
|                  | Unión Cristianodemócrata de Alemania (CDU)      | 35.99      | 50      |
|                  | Partido Socialdemócrata de Alemania (SPD)       | 28.01      | 38      |
|                  | Partido Liberal de Alemania (FDP/DVP)           | 18.01      | 23      |
|                  | Bloque de los Refugiados y Expatriados (GB/BHE) | 6.25       | 6       |
|                  | Partido Comunista de Alemania (KPD)             | 4.38       | 4       |